# Fernando Collor de Mello
Fernando Affonso Collor de Mello (* 2. srpna 1949) je brazilský politik. V letech 1990–1992 byl prezidentem Brazílie.
Byl prvním brazilským prezidentem zvoleným v přímé volbě od éry vojenské junty. Jeho mandát skončil za kontroverzních okolností, když brazilský Senát zahájil proces jeho odvolání (impeachment) kvůli podezření z korupce. Collor de Mello v prosinci 1992 rezignoval, aby vyšetřování ukončil. Senátní tribunál však zasedal dál a Collor de Mello byl shledán vinným. Bylo mu zakázáno zaujímat osm let veřejné funkce. U brazilského nejvyššího soudu byl však později shledán nevinným. Roku 2007 byl zvolen senátorem za oblast Alagoas, tuto funkci zastává dodnes.

## Vyznamenání
- velkokříž Řádu osvoboditele generála San Martína – Argentina, 1990
- velkokříž Národního řádu za zásluhy – Ekvádor, 1990
- velkokříž Řádu za zásluhy – Chile, 1990
- velkokříž s řetězem Řádu zásluh o Italskou republiku – Itálie, 1990
- řetěz Řádu aztéckého orla – Mexiko, 1990
- řetěz Řádu osvoboditele – Venezuela, 1990
- řetěz Maltézského záslužného řádu – Suverénní řád Maltézských rytířů, 1990
- velkokříž Řádu andského kondora – Bolívie, 1991
- řetěz Řádu Boyacá – Kolumbie, 1991
- čestný člen Řádu říšské koruny – Malajsie, 1991[1]
- Řád přátelství a míru – Mosambik, 1991
- řetěz Národního řádu za zásluhy – Paraguay, 1991
- velkokříž s řetězem Řádu Isabely Katolické – Španělsko, 1991
- velkokříž Řádu věže a meče – Portugalsko, 2. července 1991[2]
- Národní řád za zásluhy – Malta